# Usługa finansowa
Usługa finansowa – usługa świadczona przez podmiot działający w sektorze finansowym (pośrednika finansowego), która wiąże się z inwestowaniem bądź pozyskiwaniem środków pieniężnych, a także z zapewnieniem odpowiedniego przepływu środków pieniężnych pomiędzy uczestnikami rynku. Świadczone są na rzecz klientów indywidualnych, przedsiębiorców i innych podmiotów. Usługi finansowe mogą być także oferowane w ramach programów rządowych wspierających np. budownictwo mieszkaniowe czy rolnictwo. 
W polskim prawie usługi finansowe zostały wymienione w ustawie o ochronie niektórych praw konsumentów oraz o odpowiedzialności za szkodę wyrządzoną przez produkt niebezpieczny. W tym wypadku

usługami finansowymi są w szczególności:
1. czynności bankowe,
2. umowy kredytu konsumenckiego,
3. czynności ubezpieczeniowe,
4. umowy uczestnictwa w: funduszu inwestycyjnym otwartym, specjalistycznym funduszu inwestycyjnym otwartym, funduszu inwestycyjnym zamkniętym, specjalistycznym funduszu inwestycyjnym zamkniętym i funduszu inwestycyjnym mieszanym.

Za usługi finansowe w rozumieniu tej ustawy nie uznano umów o członkostwo w otwartym funduszu emerytalnym oraz umów składających się na pracownicze programy emerytalne.
Z kolei dyrektywa w sprawie rynków instrumentów finansowych (tzw. MIFID) załącza wykaz usług i działalności oraz instrumentów finansowych. W rozumieniu tej dyrektywy do działalności i usług finansowych zalicza się usługi inwestycyjne:

1. przyjmowanie i przekazywanie zleceń w odniesieniu do jednego, lub większej liczby instrumentów finansowych,
2. realizacja zleceń w imieniu klientów,
3. zawieranie transakcji na własny rachunek,
4. zarządzanie pakietem akcji,
5. doradztwo inwestycyjne,
6. emisja instrumentów finansowych i/lub wprowadzanie instrumentów finansowych na zasadzie zaangażowania przedsiębiorstwa,
7. wprowadzanie instrumentów finansowych bez zaangażowania przedsiębiorstwa,
8. prowadzenie Wielostronnych Platform Obrotu.